# Portrait de Diego Rivera (São Paulo)
Pour les articles homonymes, voir Portrait de Diego Rivera.
Portrait de Diego Rivera est un tableau réalisé en 1916 par le peintre italien Amedeo Modigliani. Cette huile sur papier est le portrait à mi-corps de son confrère mexicain Diego Rivera, qu'il figure à plusieurs reprises à compter de 1914 au moins. Don de Mario Dedini en 1952, l'œuvre est conservée au musée d'art de São Paulo, à São Paulo, au Brésil.

Portrait de Diego Rivera, 1914 –  Kunstsammlung Nordrhein-Westfalen, Düsseldorf.